# スパッレ・オルセン
スパッレ・オルセン（Carl Gustav Sparre Olsen、1903年4月25日 - 1984年11月8日）は、ノルウェーの作曲家・ヴァイオリニスト。
スタヴァンゲル出身。1歳のときに一家はデンマークのコペンハーゲンに移住するが、1909年にオスロに移った。1923年にオスロ・フィルハーモニー管弦楽団のヴァイオリニストとなり、その後10年間務めた。1926年から1930年までファッテイン・ヴァーレンに作曲を師事し、1930年から1931年までドイツのベルリンでマックス・ブティングの教えを受けた。また1936年にはロンドンでパーシー・グレインジャーに学んだ。それより以前の1934年にベルゲンのグリーグアカデミーの教授となっており、同地で合唱団の指揮や音楽評論などの活動を行った。第二次世界大戦中の1940年にノールフィヨルドに疎開し、1947年までとどまった。その後ガウスダールに移住し、1950年から1958年まで国営放送の評議員を務めた。また1963年にはグレインジャーの伝記を執筆している。1966年以降はリレハンメルに居住した。
作品には大規模な合唱曲や管弦楽曲が多い。1920年代に作曲を開始した時はノルウェー民謡を基礎としており、エドヴァルド・グリーグの影響が顕著であったが、ヴァーレンの指導でより緻密な作風へ変化していった。

## 文献
- Gaukstad, Øystein Sparre Olsen bibliography (in "Metamorfose. Festskrift til C. G. Sparre Olsen". Universitetsforlaget, 1983) ISBN 82-7093-024-5